# Brännland, Bjurholms kommun
Brännland är en by i Bjurholms distrikt (Bjurholms socken) i Bjurholms kommun, Västerbottens län (Ångermanland). För att skilja byn från Brännland, Umeå kommun kallas ofta byn för Bjurholms-Brännland. 